# Annelien De Dijn
Annelien De Dijn (geboren: 1977) is een Belgisch historica. Ze is hoogleraar moderne politieke geschiedenis aan de Universiteit Utrecht. Het onderzoek van De Dijn concentreert zich op de geschiedenis van het politieke denken in Europa en in de Verenigde Staten van 1700 tot heden.

## Carrière
De Dijn behaalde haar PhD aan de Katholieke Universiteit Leuven en na haar promotie vertrok ze voor enkele jaren naar de Verenigde Staten. Ze werkte in Amerika achtereenvolgens aan de Columbia-universiteit, de UC Berkeley en de Universiteit van Notre Dame. Tussen 2011 en 2017 was ze werkzaam aan de Universiteit van Amsterdam. In 2018 kreeg ze de aanstelling van hoogleraar moderne politieke geschiedenis aan de Universiteit Utrecht.
Haar boek Freedom: An Unruly History won in 2021 de PROSE Award voor filosofie.

## Geselecteerde bibliografie
- 2007: Reading Tocqueville: from oracle to actor. Basingstoke; New York: Palgrave Macmillan.
- 2008: French political thought from Montesquieu to Tocqueville: liberty in a levelled society? Cambridge; New York: Cambridge University Press.
- 2020: Freedom: An Unruly History, Harvard University Pres. Vertaald als: Vrijheid: Een woelige geschiedenis, Alfabet, 2021